# Sukhoi Su-5
Sukhoi Su-5 hay I-107 là một máy bay chiến đấu có hai loại động cơ (cánh quạt và phản lực) được chế tạo trước khi chiến tranh thế giới II kết thúc.

## Phát triển
Sự xuất hiện của loại máy bay phản lực Messerschmitt Me 262 của Đức quốc xã vào cuối cuộc chiến tranh thế giới II, đã khiến các lãnh đạo Liên Xô yêu cầu phải phát triển một loại máy bay tiêm kích thật nhanh. Nhưng lúc đó Liên Xô thiếu một dây chuyền sản xuất động cơ phản lực, những nỗ lực được định hướng về phía máy bay có 2 động cơ, dùng một động cơ đẩy pít-tông truyền thống để cung cấp phần lớn công suất, cộng với một động cơ tên lửa hoặc động cơ phản lực nhỏ để tăng thêm tốc độ.
Su-5 (ban đầu là I-107) và Mikoyan-Gurevich I-250 (N) có cùng khái niệm, thiết kế vào năm 1944. Su-5 bay lần đầu tiên vào 6 tháng 4-1945 và trải qua thử nghiệm giới hạn sau đó. Nó đạt đến vận tốc 793 km/h (428 knots, 493 mph) trên cao 4350 m (14.270 ft) với động cơ phản lực. Vào 15 tháng 6-1945, động cơ pít-tông Klimov VK-107A bị hư hỏng khi sửa chữa sau khi thực hiện một chuyến bay. Sau đó máy bay được trang bị động cơ VK-107A khác, các chuyến bay thử nghiệm tiếp tục cho đến 18 tháng 10 khi động cơ đạt đến giới hạn sử dụng của nó. Sau đó dự án bị hủy bỏ do không có động cơ VK-107A nào được cung cấp.
Su-5 là một máy bay một lớp cánh quy ước có khung làm bằng kim loại. Động cơ phản lực VDRK (tiếng Nga: Воздушно-Реактивный Двигатель Компрессорный) ở phía sau được thiết kế dựa trên động cơ pít-tông VK-107 và tăng thêm tốc độ 100 km/h (54 knots, 62 mph) chỉ trong 3 phút.

## Quốc gia sử dụng
Liên Xô
- Không quân Xô viết

## Thông số kỹ thuật (Su-5)
Dữ liệu 

### Đặc điểm riêng
- Phi đoàn: 1
- Chiều dài: 8.51 m (27 ft 11 in)
- Sải cánh: 10.56 m (34 ft 8 in)
- Chiều cao: 3.53 m (11 ft 7 in)
- Diện tích cánh: 17 m² (183 ft²)
- Trọng lượng rỗng: 2954 kg (6.510 lb)
- Trọng lượng cất cánh: 3804 kg (8.390 lb)
- Trọng lượng cất cánh tối đa: n/a
- Động cơ:
  - 1× động cơ phản lực VDRK, 2.9 kN (660 lbf)
  - 1× động cơ pít-tông Klimov VK-107A, 1230 kW (1.650 hp)

### Hiệu suất bay
- Vận tốc cực đại: 810 km/h (437 knots, 503 mph) trên cao 7800 m (25.590 ft)
- Tầm bay: 600 km (325 nm, 375 mi)
- Trần bay: 12000 m (39.370 ft)
- Vận tốc lên cao: 5.7 phút/ 5000 m (16.405 ft)
- Lực nâng của cánh: n/a
- Lực đẩy/trọng lượng: n/a

### Vũ khí
- 1x pháo 23 mm (0.91 in) Nudelman-Suranov NS-23
- 2x súng máy 12.7 mm (0.50 in) Berezin UB

## Nội dung liên quan

### Máy bay tương tự
- Mikoyan-Gurevich I-250 (N)

### Danh sách máy bay tiếp theo
Sukhoi Su-1 - Sukhoi Su-2 - Sukhoi Su-3 - Sukhoi Su-4 - Sukhoi Su-5 - Sukhoi Su-6 - Sukhoi Su-7 (I)